# Windows Server 2022
Windows Server 2022 är en utgåva av Windows Server som lanserades i september månad 2021. Windows Server är ett varumärke från Microsoft för en grupp serveroperativsystem som släppts av Microsoft sedan 2003. 
Den första Windows-serverutgåvan som släpptes under det varumärket var Windows Server 2003. Den första serverutgåvan av Windows var dock Windows NT 3.1 Advanced Server, följt av Windows NT 3.5 Server, Windows NT 3.51 Server, Windows NT 4.0 Server och Windows 2000 Server. 
Windows 2000 Server var den första serverutgåvan som inkluderade Active Directory, DNS Server, DHCP Server, Group Policy, såväl som många andra populära funktioner som används idag.